# Ланове
Ланове́ — державний грошовий поземельний податок з феодальнозалежних селян у Речі Посполитій, Великому князівстві Литовському та на руських землях в 14-18 ст. Розмір ланового визначався постановою сейму й обчислювався з одиниці оподаткування — лану.